# Superprestige 2000-2001
Navigation
1999-2000 2001-2002
Le Superprestige 2000-2001 est la 19e édition du Superprestige, compétition qui se déroule entre le 22 octobre 2000 et le 11 février 2001 et composée de huit manches pour les élites hommes ayant lieu en Belgique, aux Pays-Bas et en France. Le classement est remporté par le Néerlandais Richard Groenendaal pour la deuxième fois chez les élites.

## Barème
Les 20 premiers de chaque course marquent des points pour le classement général suivant le tableau suivant :
| Position           | 1er | 2e | 3e | 4e | 5e | 6e | 7e | 8e | 9e | 10e | 11e | 12e | 13e | 14e | 15e | 16e | 17e | 18e | 19e | 20e |
| Classement général | 30  | 25 | 21 | 18 | 16 | 15 | 14 | 13 | 12 | 11  | 10  | 9   | 8   | 7   | 6   | 5   | 4   | 3   | 2   | 1   |

## Hommes élites

### Résultats
| # | Date        | Lieu                                                     | Vainqueur           | Deuxième            | Troisième           | Leader du classement général |
| - | ----------- | -------------------------------------------------------- | ------------------- | ------------------- | ------------------- | ---------------------------- |
| 1 | 22 octobre  | Ruddervoorde (Cyclo-cross de Ruddervoorde)               | Richard Groenendaal | Bart Wellens        | Marc Janssens       | Richard Groenendaal          |
| 2 | 12 novembre | Gavere (Cyclo-cross d'Asper-Gavere)                      | Peter Van Santvliet | Richard Groenendaal | Erwin Vervecken     | Richard Groenendaal          |
| 3 | 19 novembre | Sint-Michielsgestel (Cyclo-cross de Sint-Michielsgestel) | Richard Groenendaal | Sven Nys            | Bart Wellens        | Richard Groenendaal          |
| 4 | 26 novembre | Gieten (Cyclo-cross de Gieten)                           | Richard Groenendaal | Bart Wellens        | Peter Van Santvliet | Richard Groenendaal          |
| 5 | 9 décembre  | Hoogstraten (Vlaamse Aardbeiencross)                     | Mario De Clercq     | Richard Groenendaal | Sven Nys            | Richard Groenendaal          |
| 6 | 24 décembre | Overijse (Druivencross)                                  | Erwin Vervecken     | Tom Vannoppen       | Sven Nys            | Richard Groenendaal          |
| 7 | 31 décembre | Diegem (Cyclo-cross de Diegem)                           | Sven Nys            | Erwin Vervecken     | Mario De Clercq     | Richard Groenendaal          |
| 8 | 11 février  | Harnes (Cyclo-cross de Harnes)                           | Bart Wellens        | Richard Groenendaal | Sven Nys            | Richard Groenendaal          |

### Classement général
| Pos | Coureur             | Points |
| --- | ------------------- | ------ |
| 1   | Richard Groenendaal | 194    |
| 2   | Bart Wellens        | 143    |
| 3   | Erwin Vervecken     | 137    |
| 4   | Tom Vannoppen       | 136    |
| 5   | Peter Van Santvliet | 132    |
| 6   | Sven Nys            | 129    |
| 7   | Mario De Clercq     | 114    |
| 8   | Kipcho Volckaerts   | 90     |
| 9   | Marc Janssens       | 88     |
| 10  | Gerben de Knegt     | 66     |